# Marcilly-en-Gault
Marcilly-en-Gault ist eine französische Gemeinde mit 742 Einwohnern (Stand: 1. Januar 2022) im Département Loir-et-Cher in der Region Centre-Val de Loire; sie gehört zum Arrondissement Romorantin-Lanthenay und zum Kanton La Sologne.

## Geographie
Die Gemeinde Marcilly-en-Gault liegt in der Seenlandschaft der Sologne, etwa 48 Kilometer nordwestlich von Bourges. Umgeben wird Marcilly-en-Gault von den Nachbargemeinden Neung-sur-Beuvron im Nordwesten und Norden, Saint-Viâtre im Norden und Nordosten, La Ferté-Imbault im Osten und Südosten, Selles-Saint-Denis im Süden, Loreux im Süden und Südwesten sowie Millançay im Westen.

## Bevölkerungsentwicklung
| Jahr                       | 1962 | 1968 | 1975 | 1982 | 1990 | 1999 | 2006 | 2012 | 2022 |
| Einwohner                  | 803  | 752  | 677  | 683  | 752  | 755  | 745  | 761  | 742  |
| Quellen: Cassini und INSEE |      |      |      |      |      |      |      |      |      |

## Sehenswürdigkeiten
- Kirche Saint-Martin aus dem 12. Jahrhundert
- denkmalgeschütztes Fachwerk- und Ziegelrahmenhaus aus dem 18. Jahrhundert
- Schloss Boisquillon
- Schloss Courcelles
- Schloss Bièvre
- Wasserturm

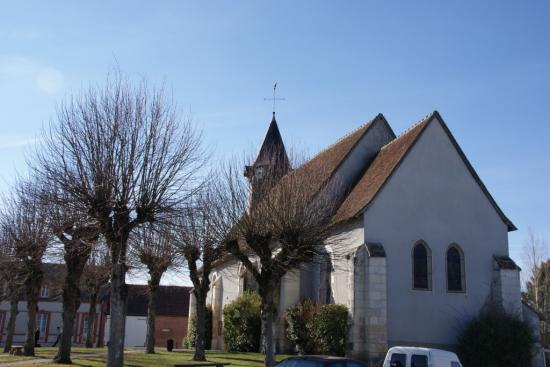
Kirche Saint-Martin
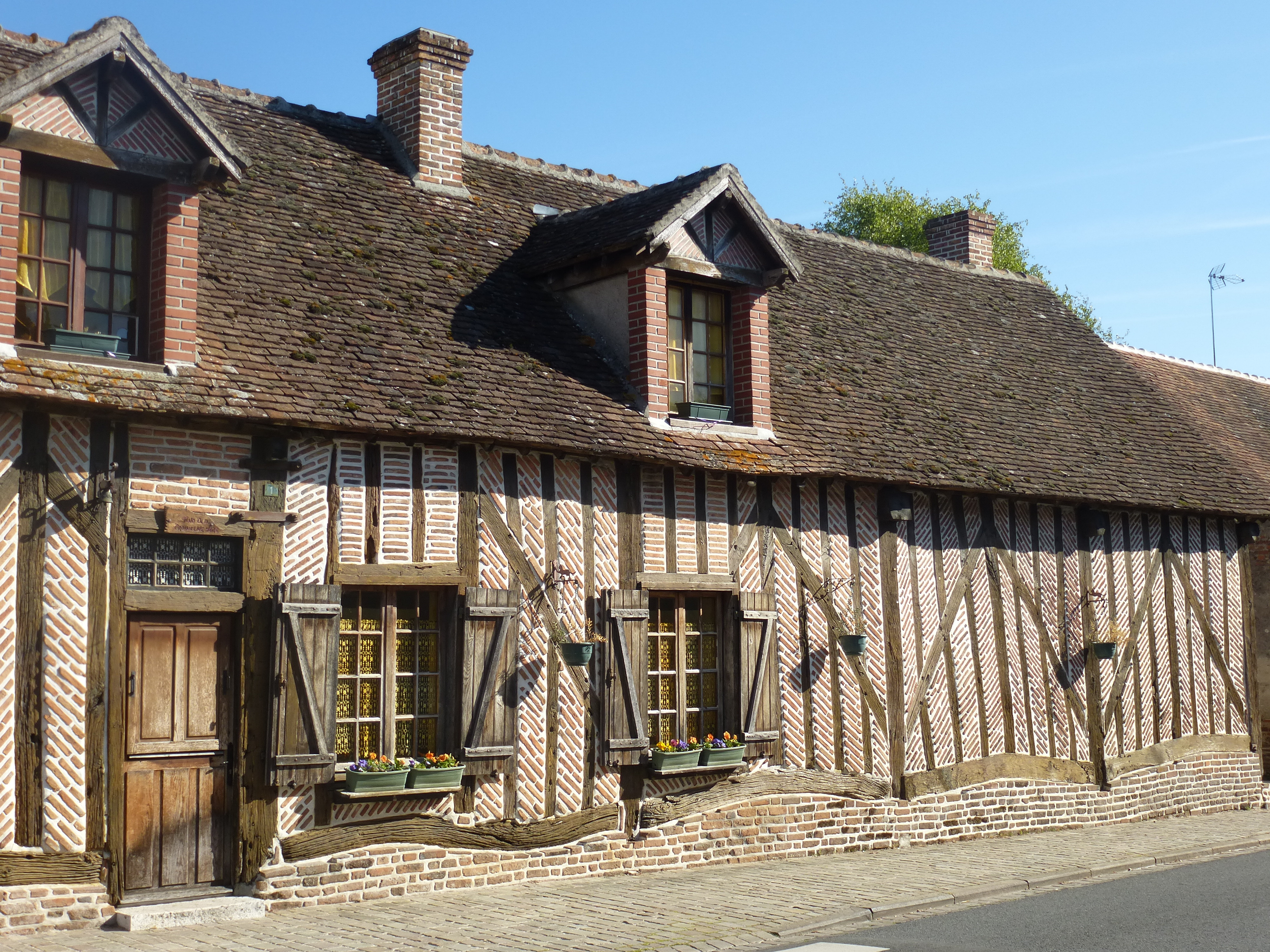
Fachwerk- und Ziegelrahmenhaus